# 征和
征和（前92年—前89年），又作“延和”，是汉武帝的第十个年号。汉朝使用征和这个年号一共4年。
应劭注《汉书·武帝纪》说「征和」是“言征伐四夷而天下和平”。后世学者多认为“征和”应为“𢌛和”，𢌛为“征”的异体字，认为是形近而误。陈直在《汉书新证》中还提到“西安漢城遗址中，曾出土‘𢌛和元年’瓦片”，还有许多考古证据和文献记载表明是𢌛和。而𢌛又和“延”字非常相似，因此李崇智认为汉代文物中学者释为「延和」的年号，疑为「𢌛和」。
居延漢簡有征和五年正月庚申朔庚、（後元）元年九月丙戌朔丙戌。

## 年號釋義
《漢書·武帝紀》顏師古注引應劭曰：「言征伐四夷而天下和平。」

## 纪年
| 征和 | 元年   | 二年   | 三年   | 四年   |
| ---- | ------ | ------ | ------ | ------ |
| 公元 | 前92年 | 前91年 | 前90年 | 前89年 |
| 干支 | 己丑   | 庚寅   | 辛卯   | 壬辰   |

## 大事记
- 征和二年，发生了动摇汉朝国本的巫蛊之祸。
- 征和四年，武帝下輪臺罪己詔。

## 参看
- 中國年號索引

| 前一年號： 太始 | 西漢年號 征和 | 下一年號： 後元 |